# P醬
P醬（日语：ピーちゃん，1988年2月10日—），日本寫真偶像，前AV女優。原藝名為風子（日语： Fuko）。她以擁有P罩杯的巨乳而聞名。

## 簡歷
她在成人界出道約一年後便退出，2010年2月19日發售的《これで見納め!日本一のデカ乳SEX》成為她最後的作品。
2013年9月，風子以藝名「P醬」（Pちゃん）再度進行演藝活動。
2011年9月，東日本大震災後，她（當時名為風子）被業者找來拍攝一系列的福島西瓜宣傳照，以證明其西瓜沒受輻射汙染；她將西瓜皮蓋在巨乳上，卻被網友戲稱是「風子受了輻射影響，所以胸部才會這麼大」。

## 外部連結
- Pちゃんオフィシャルブログ（页面存档备份，存于）
- オフィシャルブログ「風子の風まかせ〜♪」（页面存档备份，存于）（旧サイト）
- S1内 紹介サイト（页面存档备份，存于）
- 徳間ジャパンコミュニケーションズ公式サイト→ ポカスカ風
- MUTEKI（页面存档备份，存于）
- スポニチアイドルレポート風子